# The Heart of Tara
The Heart of Tara è un film muto del 1916 diretto da William Bowman (come William J. Bowman).

## Trama
Il rajah Selim uccide Tara, la sua favorita, dopo aver scoperto che lei lo ha tradito con un ufficiale britannico, il capitano Delmar.
Passano gli anni. Delmar ritorna in India insieme alla figlia Dorothy ma il rajah, animato dal vecchio rancore, medita di vendicarsi del capitano. Così, fa rapire i due: nei suoi piani, vuole sposare la ragazza e dare il pasto alle belve l'ufficiale inglese. Prima però che le nozze abbiano luogo, Soma, la favorita di Selim, gelosa della nuova arrivata, va a chiedere aiuto al tenente Grey, il fidanzato di Dorothy, giunto anche lui in India insieme ai Delmar. Il tenente giungerà in tempo per uccidere le belve che stanno per sopraffare il capitano, uccidendo anche Selim, liberando in questo modo padre e figlia.

## Produzione
Il film fu prodotto dalla David Horsley Productions e dalla Centaur Film Company.

## Cast
- Sherman Bainbridge (1880-1950). Era un attore specializzato nel genere western; qui, veste i panni del rajah. Fu uno degli ultimi film della sua carriera iniziata nel 1912. Il suo ultimo film sarebbe poi uscito nel 1917.

## Distribuzione
Distribuito dalla Mutual, il film uscì nelle sale cinematografiche statunitensi il 4 marzo 1916. Non si conoscono copie ancora esistenti della pellicola che viene considerata presumibilmente perduta.